# Aérodrome de Zwartberg
L'aérodrome de Zwartberg (code OACI : EBZW) est un aéroport situé à 6 kilomètres au nord-est de Genk (Limbourg, Belgique).